# Sammlung Prinzhorn

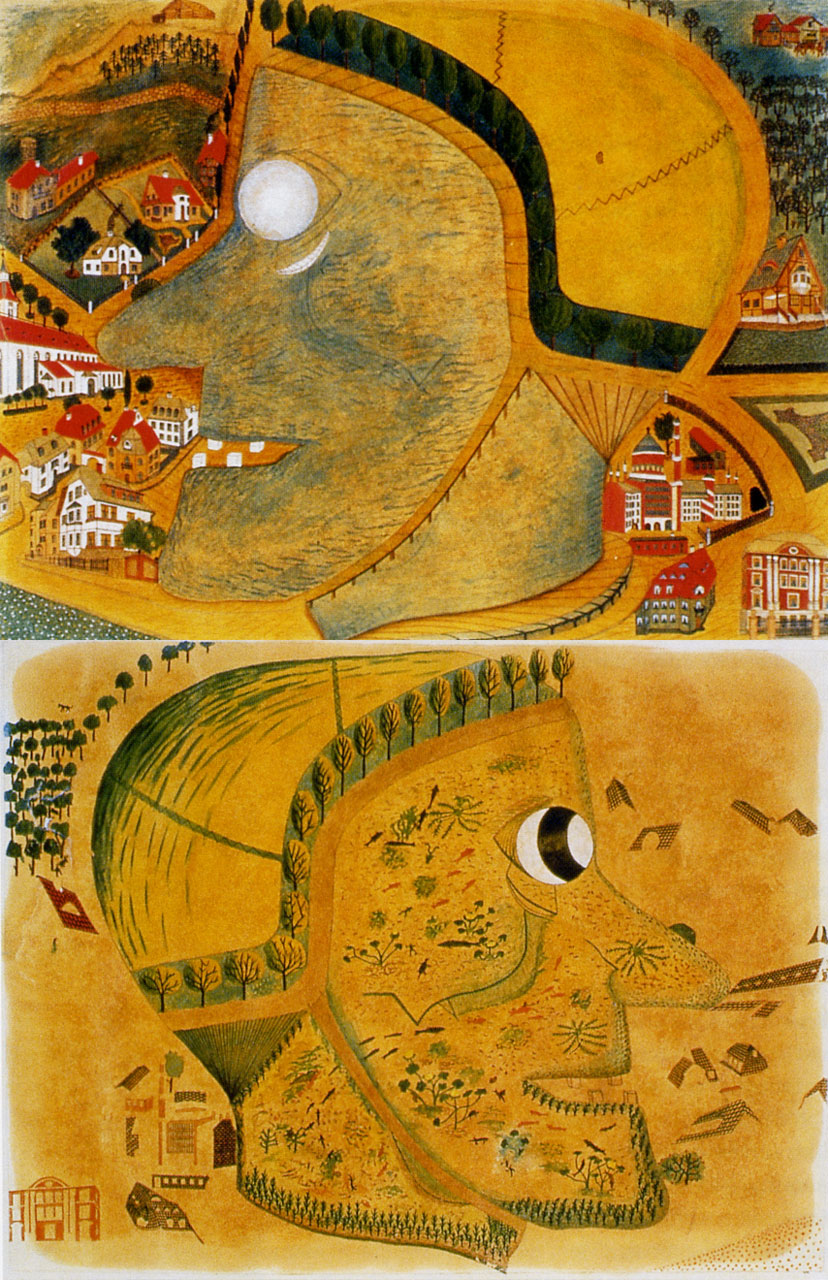
August Natterer: Hexenkopf, Sammlung Prinzhorn

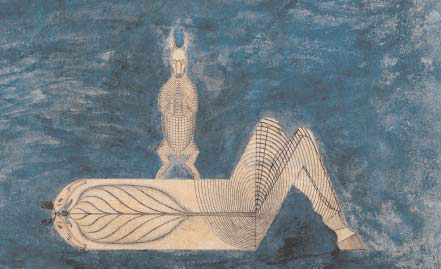
August Natterer Weltachse mit Hase

Die Sammlung Prinzhorn in Heidelberg ist ein Museum für historische Werke aus psychiatrischen Anstalten sowie von heutigen Psychiatriepatienten. Die bedeutende Spezialsammlung ist angeschlossen an die Klinik für Allgemeine Psychiatrie des Universitätsklinikums Heidelberg.

## Museum Sammlung Prinzhorn
Die Sammlung entstand aus dem Grundstock einer kleinen Lehrsammlung des Ordinarius für Psychiatrie Emil Kraepelin, ehemaliger Leiter des Psychiatrischen Klinikums der Universität Heidelberg. Dieser Grundstock wurde von dem Kunsthistoriker und Arzt Hans Prinzhorn (1886–1933) nach dem Ersten Weltkrieg umfassend erweitert. Die Sammlung ist seit 2001 der breiten Öffentlichkeit zugänglich.
Das Universitätsmuseum genießt internationales Renommee und präsentiert in wechselnden Ausstellungen historische Dokumente bildnerischer Werke ehemaliger Patienten des Klinikums und auch bildnerische Arbeiten von Patienten der letzten Jahrzehnte.

### Kunst aus Anstalten

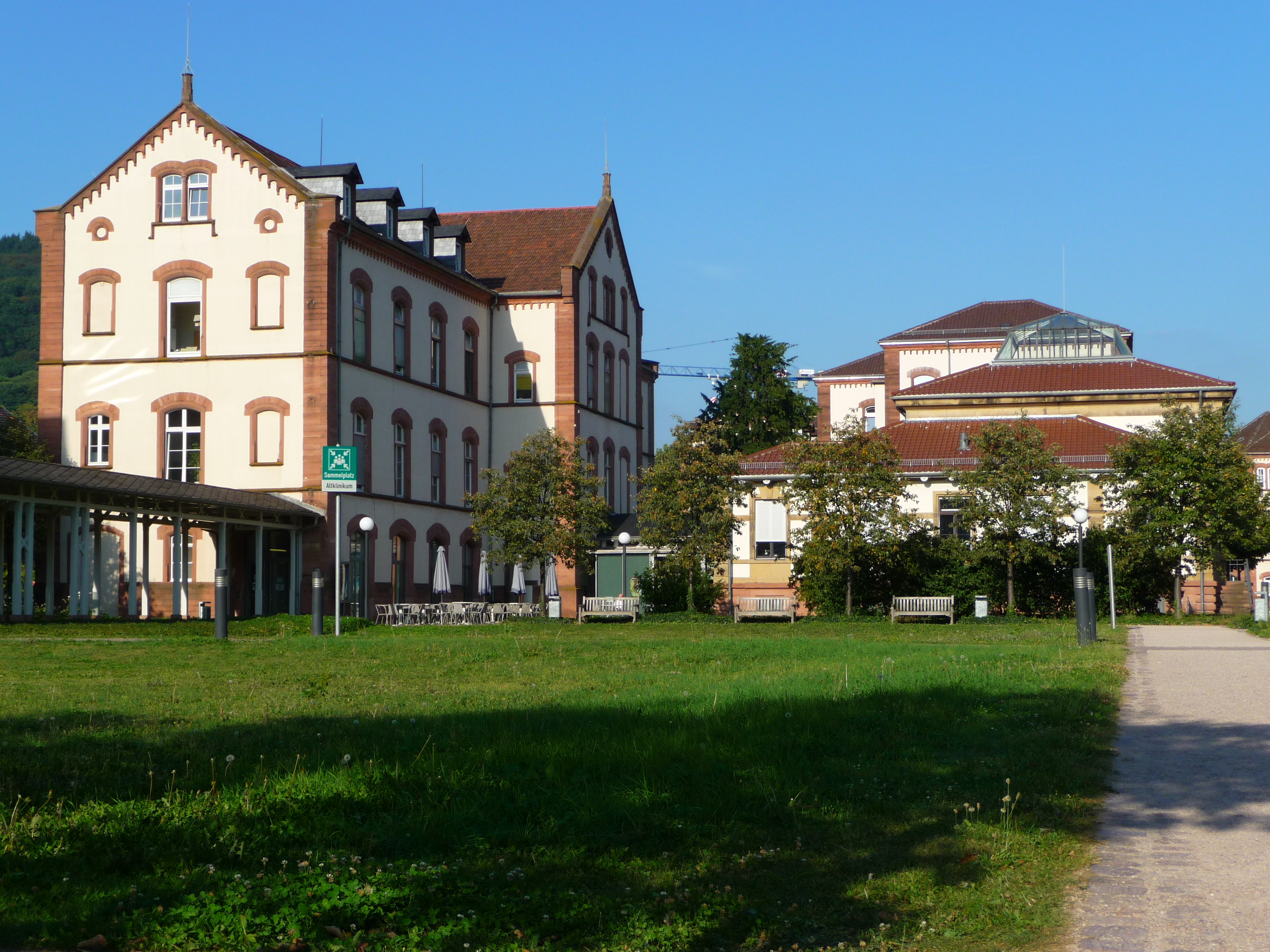
Eine Pergola führt von der Westseite in das Altklinikum Gebäude Campus Bergheim und von dort in das südlich gelegene Museum Sammlung Prinzhorn

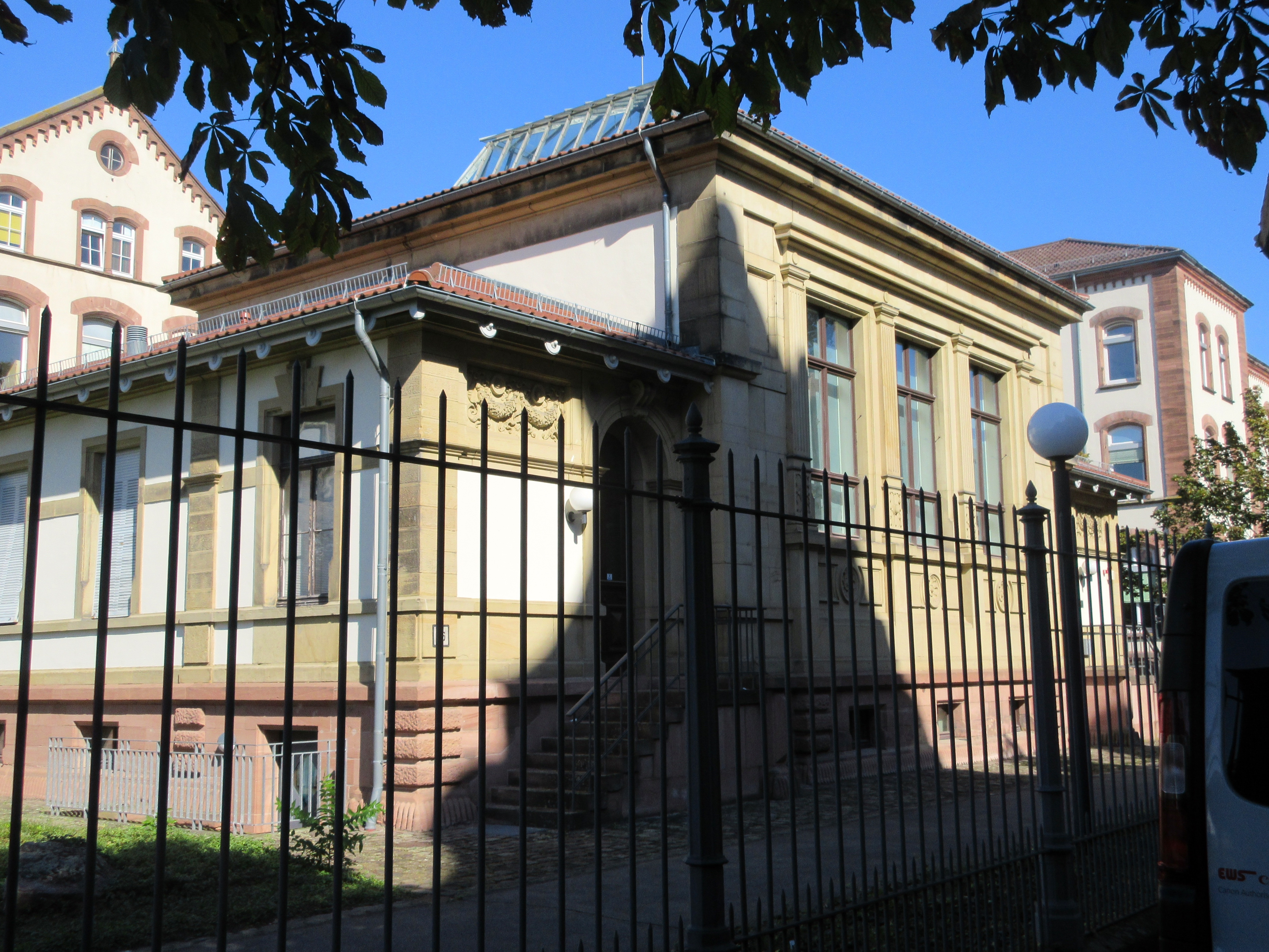
Ehemaliges Hörsaalgebäude heute Museum Sammlung Prinzhorn

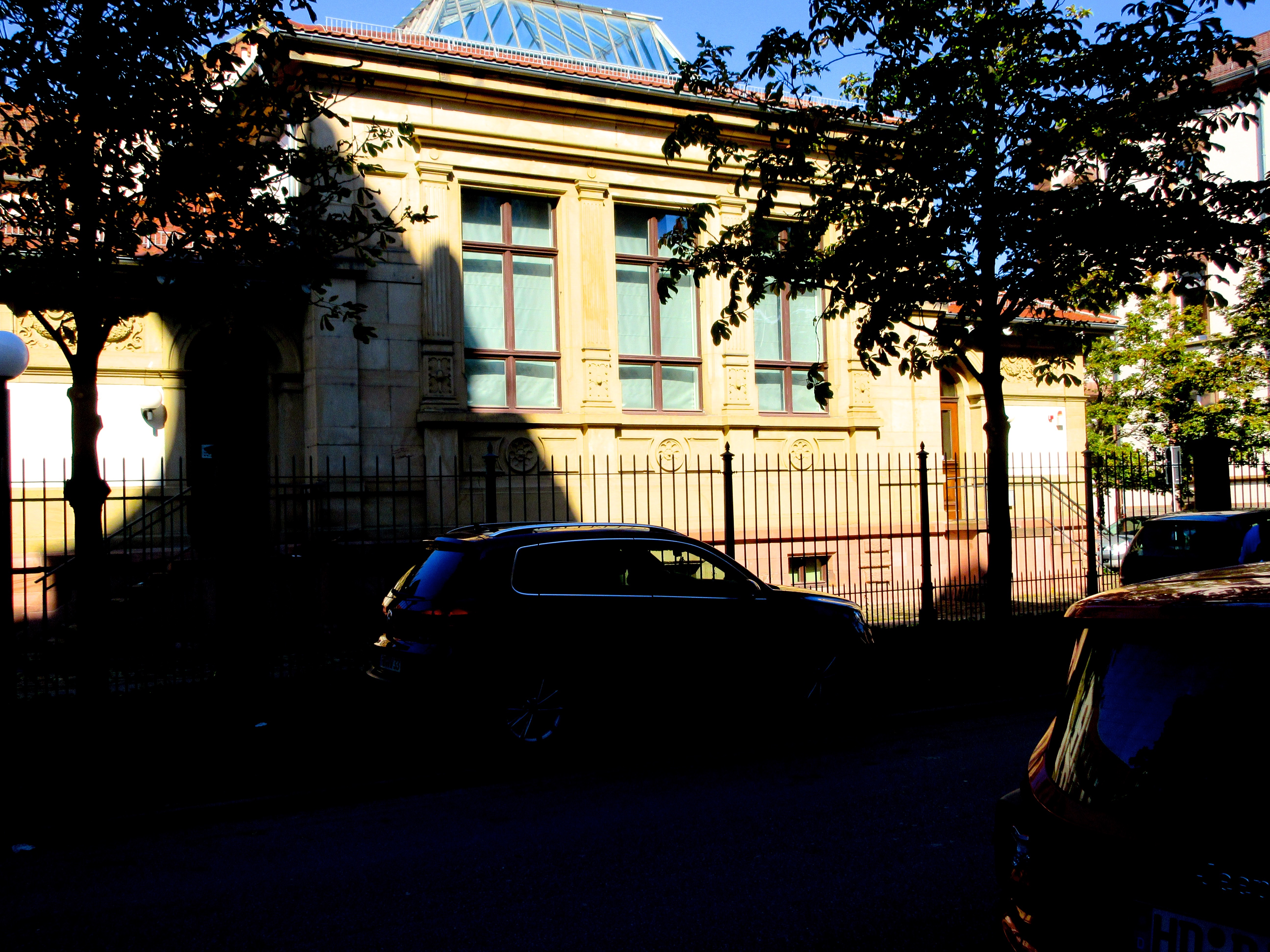
Das Museumsgebäude erhält zentrales Oberlicht durch eine mittig platzierte Glasdach Konstruktion

Anstaltswerke können ‚fremd’ und vertraut wirken; ästhetische Konventionen werden überschritten, eigenwillige Systeme und fiktive Welten imaginiert, doch Konventionen auch bewahrt. Bildfindungen des Ein- und Ausschlusses sind oft ‚anders’ und doch mit dem Außen verbunden. Eigengesetzlichkeit, ästhetische Energien, aber auch Verletzungen durch die Lebensgeschichte und den Ort der Anstalt sind darin eingezeichnet. Sie sind ein „Leidschatz“ (Aby Warburg).

### Historischer Bestand bis 1933
Die Sammlung Prinzhorn bewahrt rund 6000 historische Werke von etwa 450 Anstaltsinsassen, mehrheitlich aus der Zeit von ca. 1890 bis 1933. Vielfältig, doch von knappen Ressourcen der Anstalten geprägt, sind Bild- und Textsorten, künstlerische Techniken und Materialien: Zeichnungen und Aquarelle, Ölgemälde, textile Arbeiten, Notationen sowie Bücher und Hefte. Unter den Produzenten finden sich alle sozialen Klassen. Etwa 80 Prozent sind männlich, obgleich damalige Anstalten ähnlich viele Frauen wie Männer verwahrten. Als Klassiker gelten heute: Else Blankenhorn, Franz Karl Bühler, Karl Genzel, Paul Goesch, Emma Hauck, August Klett, Peter Meyer, August Natterer, Agnes Richter, Joseph Schneller, Barbara Suckfüll, Oskar Voll und Adolf Wölfli.

### Neue Sammlung nach 1945
Rund 30.000 Objekte umfasst die neuere Sammlung, darunter den Fundus des Malateliers von Gisela Petschner in der Anstalt Merxhausen (Sammlung Petschner [1963–1983]) und die Sammlungen der Psychiater Manfred in der Beeck aus Schleswig und Hemmo Müller-Suur aus Göttingen sowie Werkbestände der Outsider Art, wie Friedrich Boss, Gudrun Bierski, Sonja Gerstner, Marcia Blaessle, Vanda Vieira-Schmidt, Alfred Stief und Clemens von Oertzen. Im Jahr 2021 konnte das Museum 250 Werke von Elfriede Lohse-Wächtler aus ihrem Früh- und Spätwerk mit Hilfe großzügiger Stiftungen ankaufen. Im Jahr 2024 konnte das Museum mit Unterstützung der Weinheimer Hector-Stiftung das letzte im Kunsthandel verfügbare Selbstbildnis von Elfriede Lohse-Wächtler erwerben, ebenso Werke von Friedrich Schröder Sonnenstern, der als wichtiger Künstler im Bereich der Kunst von Psychiatrieerfahrenen nach dem Zweiten Weltkrieg gilt.

### Konservatorischer Zustand
Die meist fragilen Bildträger aus minderwertigen Alltagspapieren (Zeitung, Zuckertüten, Apfelsinenpapier) sowie eine über Jahrzehnte unsachgemäße Lagerung sind verantwortlich für die Fragilität der Werke. Von 1980 bis 1984 konnte der Zerfall durch ein Restaurierungsprojekt der Volkswagenstiftung gebremst werden. Doch bleibt die kontinuierliche konservatorische und restauratorische Bearbeitung besonders der hochempfindlichen Altbestände eine Kernaufgabe des Museums.

### Museumsgebäude
Von 2000 bis 2001 erfolgte der Umbau des Hörsaals der alten Medizinischen Klinik zum Ausstellungshaus mit Depot- und Arbeitsräumen. Im Hörsaalgebäude, von Josef Durm 1890/91 im Stil der Neorenaissance gebaut, hielt der Begründer einer anthropologischen Medizin, der Neurologe Viktor von Weizsäcker, von 1920 bis 1941 Vorlesungen. Mit erfolgreicher Etablierung des Museums und weiterhin wachsenden Beständen sind die Ansprüche an das Haus gestiegen. Eine Erweiterung der Flächen wird angestrebt mit Platz für Dauerausstellung, Depots, grafisches Kabinett, Bibliothek, Medien- und Seminarraum.

## Ausstellungen, Forschungsprojekte und Geschichte
Temporäre Ausstellungen und universitäre Forschungsarbeiten sind vor allem in Kunst- und Kulturwissenschaft sowie Psychiatrie- bzw. Medizingeschichte eingebunden. Untersucht wurden z. B. psychotische Bildproduktionen, die Geschlechterverhältnisse, der Ort der Anstalt, Lebensgeschichten und die Rezeption des Heidelberger Fundus vom Expressionismus bis heute in Kunst, Literatur und Musik.  Über Kooperationen mit Institutionen, die auf Art brut und Outsider Art spezialisiert sind, rückt ein lange Zeit ignoriertes ästhetisches Feld in den Fokus.

### Vorgeschichte: Kraepelin, Weygandt, Wilmanns

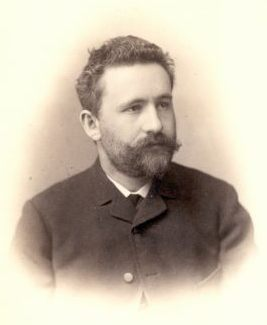
Emil Kraepelin

Emil Kraepelin (1856–1926) sammelte als Leiter der Psychiatrischen Klinik Heidelberg kuriose Zeichnungen und anderes für ein kleines, 1896 eingerichtetes Psychiatriemuseum. Er war bestrebt, durch vermehrte Asylierungen vor Geisteskranken wie „gegen ansteckende Kranke“ zu schützen. Dazu unternahm er 1896, ähnlich wie zuvor Cesare Lombroso und Max Nordau, einen frühen Versuch, moderne Kunst als ‚entartet’ zu pathologisieren.  Zwei seiner Heidelberger Assistenten sammelten mit konträren Absichten weiter. Wilhelm Weygandt (1870–1939) suchte nach „Irrenkunst“. Als Direktor der Klinik Hamburg-Friedrichsberg setzte er die volkshygienischen Ansätze Kraepelins fort und wandte sich in den 1920er Jahren öffentlich gegen das ‚Entartete‘ moderner Kunst. Karl Wilmanns (1873–1945), seit 1902 Assistent Kraepelins, bewahrte die Zeichnungen von Vagabunden und Bettlern, deren Gefängnispsychosen er erforschte. Dabei wuchs die „Lehrsammlung“ auf etwa 80 „Fälle“. Als Klinikleiter (1919–1933) förderte Wilmanns das Projekt Hans Prinzhorns.

### Sammeltätigkeit Hans Prinzhorns
Der promovierte Kunsthistoriker und Arzt Hans Prinzhorn (1887–1933) baute als Assistent der Heidelberger Klinik (1919–1921) die „Lehrsammlung“ aus, um sie im Kontext von Krankheit zu erforschen. Verstört durch die Katastrophe des Ersten Weltkriegs hoffte er „Echtes“ in den Werken in sich gekehrter Anstaltsinsassen zu finden. Mit dieser Intention mobilisierte Prinzhorn Anstaltsdirektoren im deutschen Sprachraum, ihm Arbeiten zu schicken. Als Prinzhorn Juli 1921 die Klinik verließ, war die Sammlung auf über 4500 Werke von etwa 450 (anonymisierten) „Fällen“ gewachsen. Und sie wuchs weiter.

### Prinzhorns „Bildnerei der Geisteskranken“ (1922)

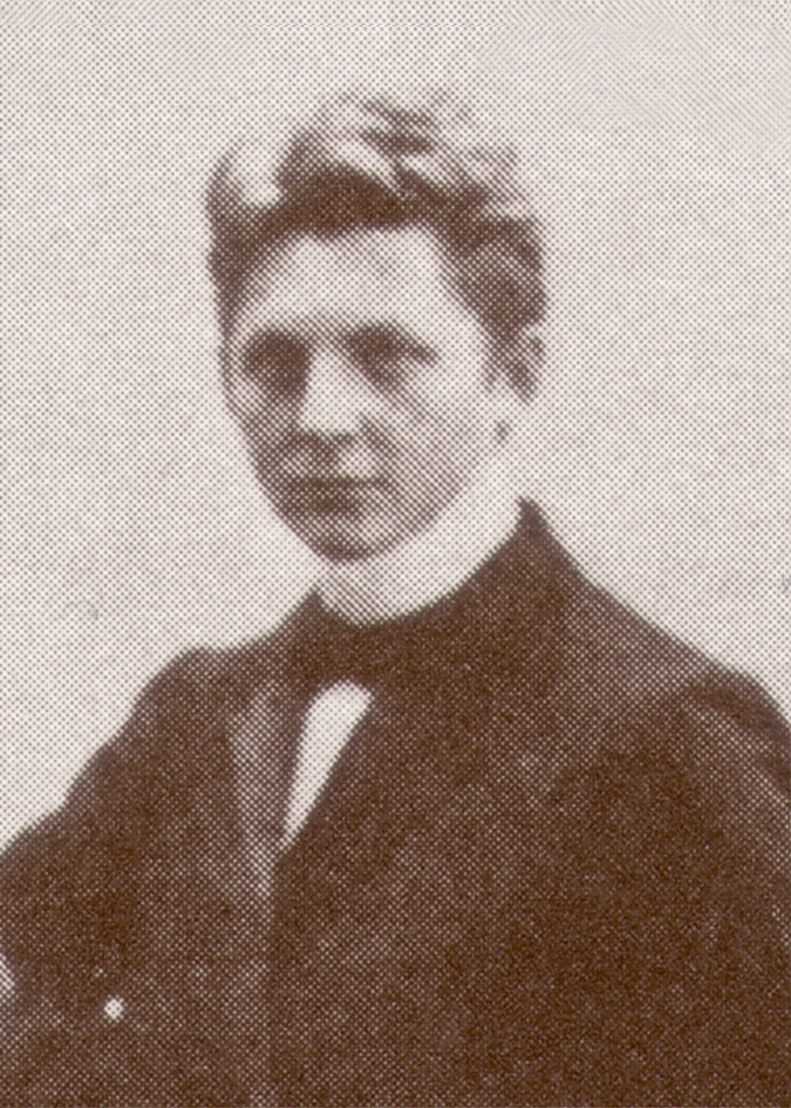
Hans Prinzhorn als Abiturient 1904

Prinzhorn suchte nach dem „Ausdruck von eigenem Erleben“, sammelte also mit einer zentralen Kategorie der Kunst der Moderne im Kopf. Ausgeklammert war dabei jedoch alles, was allzu gegenständlich oder aber ‚deformiert’ war, mithin der spätexpressionistischen Sicht des Autors nicht entsprach. Prinzhorns Konstrukt verlangte nach spontanen Werken ungeübter Geisteskranker. Sein Buch „Bildnerei der Geisteskranken“ (1922) suggerierte, es repräsentiere die Heidelberger Sammlung und damit die Gestaltungsmodi „Geisteskranker“; dass zur ‚Irrenkunst’ auch künstlerische bzw. kulturell geprägte Werke gehörten, unterschlug er. Von der Anstaltsrealität der Künstler, die oftmals tatsächlich kreative Vorbildung hatten, war das weit entfernt. Wegen seines ästhetischen Reichtums wurde das Buch über Sprachgrenzen hinaus berühmt – ‚Bibel der Surrealisten’ nannte es Werner Spies. Bis heute ist die Anziehungskraft der Anstaltskunst ein Phänomen.
Impulse zur Umwertung als Kunst gab neben Prinzhorn der Schweizer Psychiater Walter Morgenthaler. 1921 erschien in Bern sein Buch über Adolf Wölfli „Ein Geisteskranker als Künstler“. Doch schon damals dachten deutsche Juristen und Psychiater an die „Euthanasie“ angeblich „leerer Menschenhülsen“ – gemeint waren genau jene Langzeitpatienten, für deren schöpferische Intelligenz Prinzhorn mit Sammlung und Buch ein Forum geschaffen hatte.

### Ausstellungen bis 1933
Die Zeugnisse aus Anstalten erfuhren in der avantgardistischen Kunst- und Kulturszene viel Resonanz. Zwischen 1928 und 1933 tourten mindestens elf umfangreiche Ausstellungen durch Kunstvereine und Museen Deutschlands und der Schweiz. Verantwortlich war Professor Hans Walter Gruhle.

### Pathologische und „Entartete Kunst“ 1933–1945
Die Nationalsozialisten nutzten den Fundus zur Pathologisierung unliebsamer Kunstproduktionen. Exponate aus Heidelberg waren an der Wanderausstellung „Entartete Kunst“ (1937–1941) seit der Berliner Station 1938 beteiligt. Die Leihgaben brachte der 1933 eingesetzte Leiter der Heidelberger Psychiatrischen Klinik, Carl Schneider (1881–1946), in die Ausstellung ein. Als Obergutachter der Aktion T4 war er seit 1939 für die systematische Ermordung „unheilbarer“ Insassen verantwortlich. Die Bildersammlung blieb verwahrt in einem Schrank vor dem Hörsaal der psychiatrischen Klinik.

### Wiederentdeckung nach 1945
Während Psychopharmaka in den 1950er Jahren eine schnelle Normalisierung bei psychischen Krisen zu versprechen schienen, gerieten die Bilder aus den lauten Zeiten der Verwahrpsychiatrie ins Abseits. 1963 zeigte Harald Szeemann eine Auswahl in der Kunsthalle Bern. 1965 organisierte die Psychiaterin Maria Rave-Schwank eine Präsentation in der Galerie Rothe in Heidelberg. Zur Betreuung der Sammlung erhielt 1973–2001 die Ärztin Inge Jarchov eine Kustodenstelle. Sie erreichte mit Fördermitteln der Volkswagenstiftung 1979–1984 eine erste Restaurierung und museumswissenschaftliche Aufarbeitung. 1980 wurden die ersten Exponate der Öffentlichkeit vorgestellt.
Eine neue Ära begann: Mit der Aufarbeitung des Bestandes und der Recherche biographischer Informationen zum Beispiel aus Krankenakten wurde es erleichtert, die Werke in Kunstinstitutionen zu zeigen. In den Blick rückten nun auch die traumatisierenden Konflikte der Insassen und deren Versuche, sich mit künstlerischen Mitteln selbst zu vergewissern. Psychische „Krankheit“ wurde nicht mehr nur als Störung, sondern auch als Form der Krisenbewältigung begriffen. Die Sammlung stellt in dieser Hinsicht auch einen einzigartigen Gedächtnisspeicher und Forschungsraum dar, dessen hochkomplexes und verschlüsseltes Bild- und Textmaterial wohl kaum abschließend erschlossen werden kann.
2001 wurde für die Sammlung Prinzhorn ein eigenes Museum im Universitätsklinikum Heidelberg, das Museum Sammlung Prinzhorn, Psychiatrische Universitätsklinik Heidelberg, Voßstraße 2, in einem umgebauten ehemaligen Hörsaal, eingerichtet.

## Dokumentationen
- Grenzgänger zwischen Kunst und Wahnsinn, Fernsehdokumentation, Regie Christian Beetz, SWR/arte, 2008. Recherche, Drehbuch und Kommentar Maria Zinfert. Ausgezeichnet mit dem Grimme-Preis in der Kategorie Information und Kultur sowie mit dem Publikumspreis der Marler Gruppe
- Der gewebte Schmerz. Fernsehdokumentation zu ausgewählten Werken aus der Sammlung, Regie Christian Beetz, SWR/arte, 2007. Recherche, Kommentar Maria Zinfert
- Unerhörtes Genie. Fernsehdokumentation zu ausgewählten Werken aus der Sammlung, Regie Christian Beetz, SWR/arte, 2007. Recherche, Kommentar Maria Zinfert